# کالوی هامالاینن
کالوی هامالاینن (انگلیسی: Kalevi Hämäläinen; ۱۳ دسامبر ۱۹۳۲ – ۱۰ ژانویهٔ ۲۰۰۵) اسکی‌باز صحرانوردی اهل فنلاند بود.